# Skimten
Skimten är en kulle i Antarktis. Den ligger i Östantarktis. Norge gör anspråk på området. Toppen på Skimten är 1 400 meter över havet.
Terrängen runt Skimten är huvudsakligen platt, men söderut är den kuperad. Trakten är obefolkad. Det finns inga samhällen i närheten.